# Душан Јакшић
Душан Јакшић (Карловац, 5. јун 1927 — Београд, 17. децембар 2009) био је српски позоришни и филмски глумац и певач.

## Биографија
Одрастао је у Београду, где је прво студирао певање на Музичкој академији, а затим је прешао на Позоришну академију (данашњи ФДУ), где је и дипломирао у класи проф. Бојана Ступице.
Био је посвећен позоришту и музици радећи као драмски уметник, рецитатор, сценско-музички извођач, певач, композитор и текстописац. У позоришту је највише наступао у мјузиклима, а на естради као интерпретатор забавне музике, градских песама, руских и мађарских романси.

## Глумачки рад
Био је члан од Југословенског драмског позоришта у ком је почео да глуми још као студент. Преко Београдског драмског позоришта стигао је до Народног позоришта, где је годинама био првак и где је и пензионисан. Први позоришни ангажман му је био у Новом Саду, а 1954. добио је ангажман у Београдском драмском позоришту. Као глумац је учествовао у забавним емисијама Радио Београда „Весело вече“. Његове најпознатије улоге су проф. Хигинс, Боб, Ејлиф, Поп Спира, Штолц, др Милер, Водоноша Ванг, Абсалом, Бокан из „Позориште у кући“ Новака Новака, док је у мјузиклима најпознатији као Дон Кихот у представи „Човек из Ла Манче.“

## Певачка активност
Певачку каријеру је почео 1955. романсом "Ноћас нису сјале" и песмом Жарка Петровића "Јесења елегија", познатију као "Све моје јесени су тужне". Учествовао је на домаћим и интернационалним фестивалима. На првом Опатијском фестивалу забавне музике 1958. извео је композицију М. Бироа "Море, море" са којом је освојио прву награду слушалаца Радио Београда. На Опатијском фестивалу наступио је и следеће године и то са композицијом М. Бироа "Мирно теку ријеке", са којом је освојио прву награду слушалаца ЈРТ, прву награду жирија, прву награду публике и награду за најбољи текст. Године 1961. на Опатијском фестивалу наступио је са својом композицијом "Јулијана", са којом је освојио прву награду слушалаца ЈРТ, прву награду жирија и другу награду публике. На фестивалу Београдско пролеће 1962. интерпретирао је своју композицију "Осветљен прозор" и освојио другу награду. Године 1963, такође на Београдском пролећу, освојио је прву награду са својом композицијом "Београде", на текст Ђорђа Марјановића. Исте године на Опатијском фестивалу освојио је прву награду публике са песмом "Отишла си са ластама". Запажен је био и његов наступ на Београдском пролећу 1964. на којем је освојио прву награду публике са својом композицијом "Черге". Најпознатији је по интерпретацијама песама: "Ноћас нису сјале", "Јесен стиже дуњо моја", "Кад би моја била", "Све моје јесени су тужне", "Серенада Београду", "Кристинка", "Два плава ока", "Плави јоргован", "Мирно теку ријеке", "Јулијана", "Марина", "Мариника", "Малицјузела", "Усамљена хармоника", "Чамац на Тиси", "Подмосковске вечери", "Черге", "Тамо далеко", "Ја те волим, Марија", "Пиши ми" ... Песма "Београде", коју је компоновао и певао, била је незванична химна Београда.

## Познате песме
- А живот тече даље 1970.
- Анастазија
- Баиао кариока 1966.
- Београде, Београдско пролеће 1963, I награда публике
- Без сунца 1963.
- Бићу опет ту 1959.
- Босанова бразилијана 1966.
- Ветар са планине 1965.
- Вољене очи 1958.
- Врати се 1959.
- Гитара Романа 1959.
- Дечак из предграђа 1967.
- Два плава ока 1958.
- Десафинадо 1966.
- Дођи, планина те зове 1962.
- Док је била ту
- Досвидања 1963.
- Дунав је тихо шумио 1966.
- Ђозефин 1962.
- Жаклин 1967.
- За два пољупца 1965.
- За један пољубац
- Зар нећеш више да се вратиш 1958.
- Зашто ниси дошла 1958.
- Збогом другови 1965.
- Збогом, љубави моја 1958.
- Збогом остај, драга лагуно 1958.
- Земља срца мог 1966.
- Зрачак наде 1958.
- Иза кулиса
- Извињавам се 1965.
- Изгубљено прстење
- Историја једне љубави 1965.
- Ја сам ветар 1959.
- Ја сам симпатичан 1966.
- Ја те волим, Марија 1965, златна плоча
- Један за све 1963.
- Једном се живи 1967.
- Јесен стиже дуњо моја 1966.
- Јесења елегија 1956, Све моје јесени су тужне 1966.
- Јесење лишће 1965.
- Јулија 1959.
- Јулијана, Опатија 1961, три награде
- Јулишка 1973.
- Када будем умро 1970.
- Кад би моја била 1960.
- Кад дође ноћ 1965.
- Кад једном одеш
- Кад прође све 1959.
- Кад се сретнемо сутра 1959.
- Кажи да ли си верна
- Кажи зашто ме остави
- Калкута 1962.
- Каролина дај 1961.
- Качито 1965.
- Кочија са 8 белих коња 1965.
- Креће се лађа француска
- Кристинка 1959.
- Лепша него икад 1962.
- Луна над морем 1960.
- Љубавна песма 1959.
- Мали Гонзалес 1963.
- Малицјузела 1959.
- Мануела 1960.
- Марина 1959.
- Марина врати сјај 1959.
- Мариника 1958.
- Моја мала нема мане 1966.
- Моја најлепша звезда 1956.
- Мелоди д'амур 1959.
- Мерси шери
- Мирно теку ријеке 1959.
- Море, море, Опатија 1958.
- Наочари за пут у Париз 1963.
- Напуните ми чашу 1966.
- Небо је тако ведро 1965.
- Не кошта ништа 1963.
- Нико на свету 1965.
- Ноћас нису сјале звездице на небу 1966.
- Ноћ без звијезда 1960.
- Опрости (што ти стварам јад) 1959.
- Опроштај са гитаром 1963.
- Орфејева песма
- Осветљен прозор, Београдско пролеће 1962, II награда публике
- Отишла си са ластама, Опатија 1963, I награда
- Пепито 1962.
- Песма Златибору 1966.
- Песма младости 1959.
- Плаветна 1958.
- Плави јоргован 1958.
- Плави шеширић 1959.
- Плаво у плавом 1958.
- Пиши ми 1965.
- Подмосковске вечери 1960.
- Поноћни валцер 1966.
- Последњи пут сам видео Париз 1956.
- Права љубав 1972.
- Прича о црним очима 1959.
- Прича са перона,БГД пролеће 1966, II награда
- Пропланак, Опатија 1960.
- Радуј се зоро, БГД пролеће, вече градских песама 1970, I награда
- Раскршће 1963.
- Растанимо се, Загреб 1963.
- Река без повратка 1958.
- Сад знанци смо само 1958.
- Само твоје плаве очи 1972.
- Све моје јесени су тужне 1966.
- Севастопољски валс 1963.
- Серенада Београду
- Скадарлија
- Скадарлијски танго
- Снијег се топи
- Стварност и снови
- Соња (дуго те нема) 1967.
- Соња (у бескрајност пружила се степа) 1973.
- Сузе љубави 1963.
- Сунчани дани
- Стари Циганин (у шуми живљаше Циганин стари)
- Странац
- Тамо далеко 1965, златна плоча
- Теци Дунаве 1965.
- Ти-пи-типсо 1959.
- Тишина без суза 1961.
- То нисам ја, I награда на фестивалу у Сопоту
- Тореро 1959.
- Три године сам те сањао 1960.
- Тројка 1958.
- Туга растанка 1960.
- Усамљена хармоника 1958.
- Зспаванка Скопљу 1960.
- Ухвати звезду која пада
- Фијакерист 1972.
- Црвени балон 1968.
- Чамац на Тиси 1959.
- Чекам те на Тари 1966.
- Черге, Београдско пролеће 1964, I награда публике
- Четири гитаре у ноћи
- Чувајте љубав 1958.

## Познати филмови
- Пут око света
- Рој

Играо је у ТВ серијама и ТВ драмама (Позориште у кући, Вук Караџић...).

## Награде
Добитник је многих признања и награда за свој рад: Златни Беочуг града Београда 1976. за годишњи допринос и животно дело; Годишња награда Народног позоришта 1976. године; 3 плакете Заслужног грађанина Београда; Медаља заслуга за народ; Орден рада са златним венцем; Орден заслуга за народ са сребрним венцем; награда на фестивалу комедије у Јагодини 1999; Златна значка Туристичког савеза Београда.

## Фестивали
Опатија:
- Море, море (алтернација са Аницом Зубовић), I награда слушалаца Радио Београда, II награда слушалаца Радио Загреба
- Моја мала девојчица, '58 (дует са Марјаном Держај)
- Мирно теку ријеке (алтернација са Вице Вуковим), I награда слушалаца ЈРТ, I награда стручног жирија ЈРТ, I награда публике и награда за најбољи текст / Успаванка Опатији, '59
- Прича сата (алтернација са Тихомиром Петровићем), I награда жирија критике и II награда стручног жирија, '59
- Успаванка Опатији (алтернација са Надом Кнежевић), '59
- Пропланак / Успаванка Скопљу / Ноћ без звијезда, '60
- Јулијана, I награда слушалаца ЈРТ, I награда жирија музичке критике, II награда публике у дворани / Тишина без суза (алтернација са Аницом Зубовић), трећа награда слушалаца радио и ТВ станица, '61,
- На Калемегдану (алтернација са Ивом Робићем) / Једно давно лето (алтернација са Лолом Новаковић), '62
- Отишла си са ластама (алтернација са Вице Вуковим), победничка песма, '63
- Кад једном одеш (алтернација са Аницом Зубовић), прва награда публике, '63
- Мала (алтернација са Марком Новоселом) / Твоја пјесма (алтернација са Сабахудином Куртом), '64
- Другови, стари другови (алтернација са Ђорђем Марјановићем), '66
- Доста је (алтернација са Вице Вуковим), '67

Београдско пролеће:
- Док је била ту, '61
- Киша и ми (дует са Лолом Новаковић), '61
- Осветљен прозор, друго место / Дођи, планина те зове, '62
- Београде, друго место / Експрес у 3, '63
- Черге, победничка песма, '64
- Прича са перона (алтернација са Микијем Јевремовићем), трећа награда публике / Долази дан наше љубави, '66
- Опрости, '67
- Серенада између солитера, '69
- Радуј се зоро (Нове градске песме), '70
- Меро не плачи (Вече старе градске песме), '76
- Вина, мила(Вече градских песама), '78
- Скадарлија, пуна дима (Вече градске песме), 79
- Снег се топи (Вече нове градске песме), '81
- Идем селом (Нове градске песме), '82
- Београде (Вече ретроспективе - највећих хитова са фестивала Београдско пролеће), '88

Загреб:
- Страх / Језеро / Лутања, '62
- Елегија (алтернација са Аницом Зубовић) / Растанимо се (алтернација са Терезом Кесовијом), '63
- Сјене под звијездама (алтернација са Љиљаном Петровић), '63
- Правила игре, '64
- Теби, '65
- Отишла си (алтернација са Терезом Кесовијом), '65

International Song Festival Sopot, Пољска:
- Отишла си са ластама, '64

Песма лета:
- Соња, '67

Славонија:
- Фићкуш, '70

Фестивал војничких песама:
- Један, два, '71
- У истом строју, '72
- Морнарска, '74
- Стари партизан, '77

Звуци Паноније, Осијек:
- Фијакерист, '72
- Чергашка сета, '74

Фестивал радничке песме, Ниш:
- Прича ливца Ивана Козирева о новом стану, '85

Златна тамбурица, Нови Сад:
- Новосадски дани, '90
- Певачева песма, '92

Фестивал градских песама и романси, Ниш:
- Танго са Нишаве, '94